# Kasteel van Jever
Het kasteel van Jever (Duits Schloss Jever) staat in de oude binnenstad van de stad Jever in de Duitse deelstaat Nedersaksen. Het kasteel gaat terug op een burcht van Oost-Friese hoofdelingen. Het huidige kasteel is gebouwd op de resten van het verwoeste kasteel uit 1427 en was de zetel van de heerlijkheid Jever.
In de jaren 1560-1564 liet de toenmalige regentes Maria von Jever verschillende verbouwingen in renaissancestijl uitvoeren.
In 1667 kwam het kasteel in handen van de vorsten van Anhalt-Zerbst, die nauwelijks van het kasteel gebruik maakten. Tijdens deze tijd zijn er geen noemenswaardige veranderingen geweest, totdat Johan August van Anhalt-Zerbst op het kasteel kwam wonen. Hij liet de huidige toren bouwen, die ook op de etiketten van het biermerk Jever staat.
Van 1793 tot aan haar dood was het kasteel in handen van Catharina II, tsarina van Rusland. Na haar dood kwam het slot in handen van het Hertogdom Oldenburg. De hertogen van Oldenburg gebruikten het slot als nevenresidentie.
Sinds 1921 doet het kasteel dienst als museum waar wisselende tentoonstellingen te bezichtigen zijn.